# Prat d'Hort
Prat d'Hort és una partida del terme municipal de Sarroca de Bellera, al Pallars Jussà, una part de la qual antigament era dins de l'antic terme de Benés, de l'Alta Ribagorça, actualment inclòs, però, també dins del terme de Sarroca de Bellera.
Es tracta d'una zona situada a ponent del poble de Sentís, compresa entre el Tossal de Prat d'Hort, al sud-est, i el Tossal de Tous, al nord-oest, que inclou altres indrets com la Costa de Prat d'Hort. Està solcada pel barranc de Prat d'Hort. La Font de la Senyora i la Font de les Fontanelles es troben al costat sud-est de Prat d'Hort, així com la Borda del Roc, la de Portís, la des Montlau i la de Margalida, repartides per tota la zona. El Forcall és a l'extrem sud-oest de l'indret.